# Priipalu
Priipalu este un sat din comuna Valga, comitatul Valga, Estonia.

## Personalități
- Nikolai Bejanițchi (1859 - 1919) - sfânt al Bisericii Ortodoxe.